# LIFE (キマグレンの曲)
「LIFE」（ライフ）は、キマグレンの2枚目のシングル。発売元はユニバーサルシグマ。

## 解説
2008年5月14日に発売された。メジャーデビューシングル「あえないウタ」から3か月振りの発売。
オリコンチャートでは初登場14位を記録。オリコントップ20位以内に入るのは自身初。また、本作は配信で特に支持された曲であり、2009年1月に着うたフルで75万DL、2010年5月にPC配信で25万DLに到達したため、フル配信合算での売上は100万件を突破している。
「LIFE」は2007年に発売したインディーズミニアルバム『LIFE』表題曲。ボーカルを新録音（トラックは同じものを使用）して本作でシングルカットされた。「本当の自分を見つけよう」というメッセージを込めた応援歌でもある。
PVは2種類（歌詞入りのものと歌詞を抜いたもの）が制作され、インディーズ時代に制作されたものも含めると合計3種類制作されており、いずれも逗子海岸でロケが行われている。
TOKYO FM『やまだひさしのラジアンリミテッドDX』のジングルの一部では、同曲をベースにしたインストが使用されている。
2008年11月21日からは、メンバーの出身地の神奈川県逗子市にある京急逗子線新逗子駅（現在の逗子・葉山駅）において接近メロディとして使用されている。編曲は塩塚博が手掛けた。

## 収録曲
全作詞：KUREI
1. LIFE
  - 作曲：ISEKI、編曲：GIRA MUNDO

テレビ東京『PVTV』2008年4月度オープニングテーマ
九州朝日放送『ドォーモ』2008年5月度エンディングテーマ
auSmart Sports CMイメージソング
スペースシャワーTV2008年5月度POWER PUSH選出曲
熊本県民テレビ『テレビタミン』2008年9月度エンディングテーマ
2. 月光浴
  - 作曲：ISEKI
3. トコシエ (Unplugged)
  - 作曲：KUREI
4. LIFE (Instrumental)